# Еловшек, Ана
Ана Еловшек (словен. Ana Jelovšek) — сожительница и любовница словенского поэта Франце Прешерна. Работала горничной у его приятеля, юриста Блажа Кробата. Будучи несовершеннолетней,  родила ему трёх внебрачных детей, двое из которых умерли, а до старости дожила лишь дочь Эрнестина Еловшек. Отношения Аны с поэтом длились с 1836 по 1846 год, когда она уехала от него в Триест. После разрыва Прешерн совершил неудачную попытку самоубийства, едва не утопившись в озере Блейско.